# Natasha Fyles

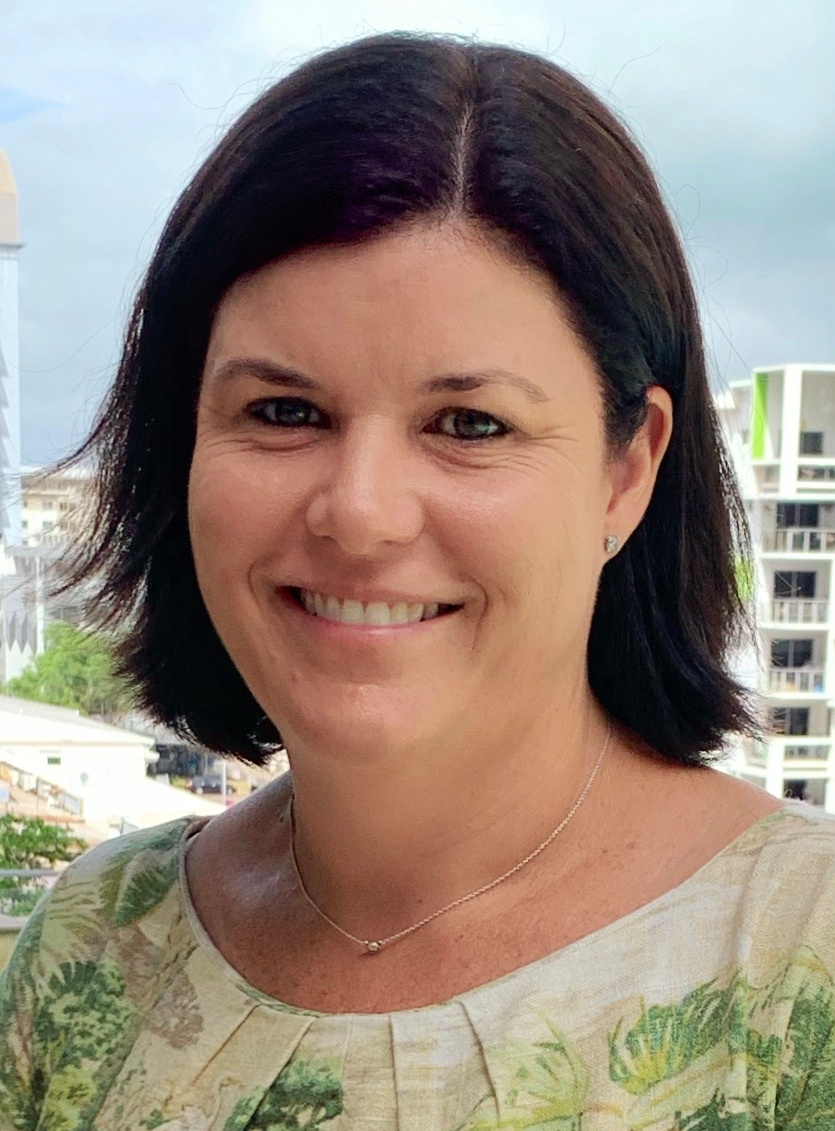
Natasha Fyles (2023)

Hon. Natasha Kate Fyles (* 26. Mai 1978 in Darwin, Northern Territory) ist eine australische Politikerin der Territory Labor Party (NTALP), die unter anderem zwischen 2022 und 2023 Vorsitzende der NTALP sowie zugleich Chief Minister des Northern Territory war.

## Leben
Natasha Kate Fyles begann nach dem Schulbesuch ein Lehramtsstudium an der University of Canberra ab und unterrichtete nach dessen Abschluss fünf Jahre lang als Sport- und Schwimmlehrerin an der St. Mary’s Primary School in Darwin und engagierte sich während dieser Zeit aktiv bei School Sports NT. Nach Reisen und Arbeiten im Ausland kehrte sie ins Northern Territory zurück und war als Geschäftsführerin der dortigen Royal Life Saving Society Australia (RLSSA NT) beschäftigt und führte Wassersicherheitsprogramme im gesamten Territorium sowie im benachbarten Osttimor durch.
1993 trat Natasha Fyles der Australian Labor Party (ALP) als Mitglied bei und wurde für die örtliche Territory Labor Party (NTALP) als Nachfolgerin ihrer Parteifreundin Jane Aagaard wurde sie im Wahlkreis „Nightcliff“ erstmals zum Mitglied der Northern Territory Legislative Assembly gewählt. Nach ihrer ersten Wahl wurde sie unter Oppositionsführerin Delia Lawrie am 31. August 2012 Oppositionssprecherin für natürliche Ressourcen, Umwelt und Kulturerbe, Klimawandel, Parks und Wildtiere, Kinderschutz, Kinder, Familien sowie Frauenpolitik und am 24. Oktober 2013 Oppositionssprecherin für Bildung, öffentliche Beschäftigung, Kunst und Museen sowie Frauenpolitik. Danach wurde sie am 31. Oktober 2014 Sprecherin der Opposition für Generalstaatsanwaltschaft und Justiz, Strafvollzug, Alkoholpolitik, Pferderennen, Glücksspiel und Lizenzierung, Sport und Freizeit sowie Regierungsverantwortung und fungierte zuletzt unter dem neuen Labor-Oppositionsführer Michael Gunner zwischen dem 23. April 2015 und dem 8. August 2016 als Parlamentarische Geschäftsführerin (Opposition Whip) sowie als Oppositionssprecherin für Strafvollzug, Alkoholpolitik, Pferderennen, Glücksspiel und Lizenzen, Sport und Freizeit, Grundstücke und Planung, Infrastruktur und Klimawandel.
Bei den Parlamentswahlen am 27. August 2016 erhielt die Labor Party 42,2 Prozent der Erststimmen (18 von 25 Sitzen), die bislang regierende Country Liberal Party des bisherigen Chefministers Adam Giles 31,8 Prozent (2 Mandate) und die Unabhängigen 18,8 Prozent (5 Sitze). Die Wahlbeteiligung lag bei 74 Prozent. Am 31. August 2016 wurde Michael Gunner als neuer Chief Minister vereidigt. In dessen Regierung war sie vom 31. August 2016 bis zum 7. September bis zum 13. Mai 2022 Gesundheitsministerin sowie zwischen dem 31. August 2016 und dem 7. September 2020 Generalstaatsanwältin und Justizministerin. Ferner fungierte er vom 31. Januar 2019 bis zum 30. Juli 2020 zusätzlich als Ministerin für Menschen mit Behinderungen sowie als Ministerin für die Arafura Games, sportliche Wettbewerbe, die von 1991 bis 2011 alle zwei Jahre in Darwin sowie 2019 abgehalten wurden.
Bei den Parlamentswahlen am 22. August 2020 erhielt die Labor Party 39,4 Prozent der Stimmen (14 von 25 Sitzen), die Country Liberal Party 31,3 Prozent (8 Mandate), die Territory Alliance 12,9 Prozent (1 Sitz) und die Unabhängigen 10,7 Prozent (2 Mandate). Die Wahlbeteiligung beträgt 74,9 Prozent. Michael Gunner übernahm weiterhin den Posten des Chief Minister und Natasha Fyles übernahm in dessen Regierung vom 9. September 2020 bis zum 12. Mai 2022 die Posten als Ministerin für Gesundheit, Ministerin für Tourismus und Gastgewerbe, Ministerin für nationale Resilienz, Ministerin für Großveranstaltungen, Ministerin für Pferderennen, Glücksspiel und Lizenzvergabe und Ministerin für Alkoholpolitik.
Am 10. Mai 2022 trat Chief Minister Michael Gunner zurück. Nicole Manison wurde zunächst kommissarische Chefministerin, ehe 13. Mai Natasha Fyles als Chief Minister vereidigt. Zugleich wurde sie Gunners Nachfolgerin als Vorsitzende der Territory Labor Party. In ihrer Regierung übernahm sie außerdem zwischen dem 13. Mai 2022 und dem 20. Dezember 2023 die Posten als Gesundheitsministerin, Ministerin für Großprojekte sowie als Ministerin für Alkoholpolitik. Sie war ferner vom 13. Mai 2022 bis 22. Mai 2022 Schatzministerin, Ministerin für Großveranstaltungen, Ministerin für strategische Verteidigungsbeziehungen, Ministerin für Tourismus und Gastgewerbe, Ministerin für nationale Resilienz sowie Ministerin für Pferderennen, Glücksspiel und Lizenzierung. Im Zuge einer Regierungsumbildung war sie zuletzt zwischen dem 30. Oktober 2023 und dem 20. Dezember 2023 Ministerin für Verteidigungsindustrie und Ministerin für Großveranstaltungen.
Am 20. Dezember 2023 trat Natasha Fyles zurück, nachdem ein zweiter Fall ans Licht kam, in dem sie es versäumt hatte, eine finanzielle Beteiligung an einem Unternehmen offenzulegen, die einen Interessenkonflikt hätte verursachen können. Am 21. Dezember wurde Eva Lawler als Chefministerin vereidigt. Nach ihrem Rücktritt gehörte Natasha Fyles dem Parlament als Hinterbänklerin und vertrat den Wahlkreis „Nightcliff“ bis zur Wahl am 26. August 2024, als sie gegen die Kandidatin der NT Greens, Kat McNamara unterlag, die als erste Grüne zum Mitglied der Legislativversammlung gewählt wurde.
Aus ihrer Ehe mit Peter Fyles gingen zwei Kinder hervor.